# Kościół Narodzenia Najświętszej Maryi Panny w Borysowie
Kościół Narodzenia Najświętszej Maryi Panny w Borysowie (biał. Касцёл Нараджэння Найсв. Панны Марыі) – świątynia rzymskokatolicka znajdująca się w Borysowie przy ul. Internacjonalnej.  

## Historia
Kościół został wybudowany w latach 1806–1823 przy ówczesnej ulicy Mińskiej. W latach 1836–1837 dokonano jego przebudowy, zastępując m.in. fronton z kolumnadą pięciokondygnacyjną wieżą. W 1937 r. władze sowieckie przejęły obiekt, zamieniając go na kino; później służył jako hala sportowa. W 1989 r. wierni odzyskali kościół, od tego czasu trwa jego remont. 
Przy świątyni znajduje się krzyż upamiętniający męczeńską śmierć bł. ks. Henryka Hlebowicza. 

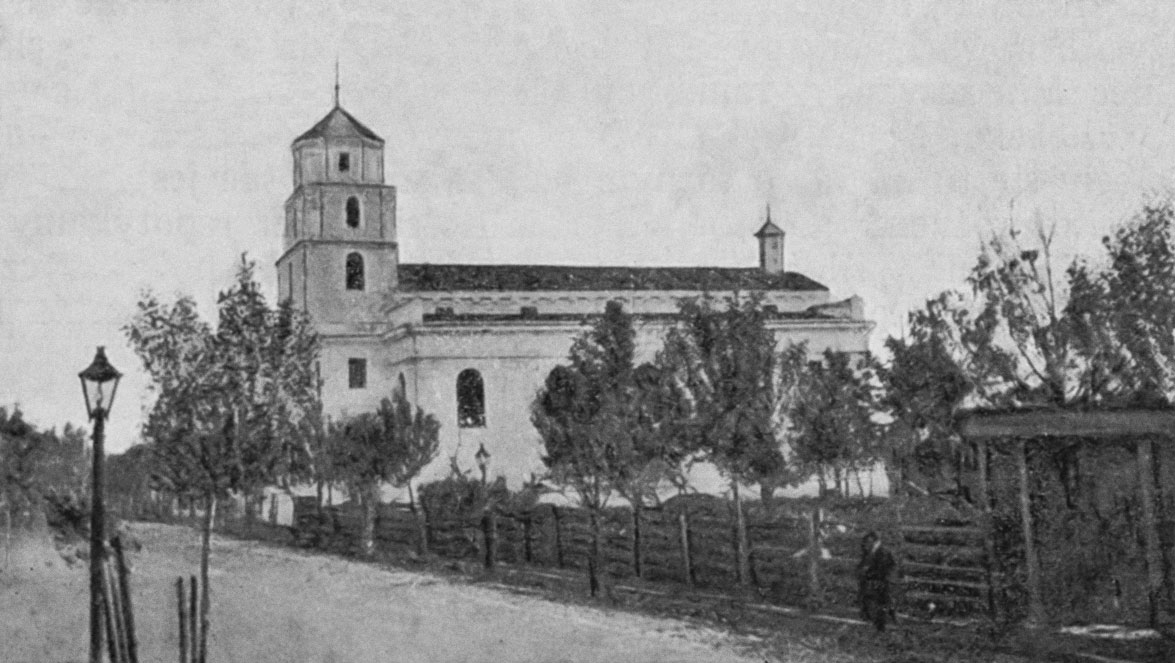
Kościół w 1909 roku